# Joseph Paris
Joseph François Paris, ook Paris-Isaac, (Batavia, 20 augustus 1824 - Lobbes, 9 december 1905) was een Belgisch senator.

## Levensloop
Paris was een zoon van François Paris en van Pauline Hecq. Hij trouwde achtereenvolgens met Flore Isaac en met Marie-Thérèse Dellaert.
Hij promoveerde tot burgerlijk ingenieur aan de Universiteit van Luik. Na gewerkt te hebben in de fabrieken van La Providence (1849-1852) stichtte hij zijn eigen onderneming Ateliers J. Paris, waarvan hij afgevaardigd bestuurder was (1852-1896) en later voorzitter (1897-1905). De fabriek, gevestigd in Marchienne-au-Pont, was gespecialiseerd in het bouwen van bruggen en metalen gebinten. Onder de realisaties: de kapel van het kasteel van Laken, de Centrale Hallen in Brussel, het beursgebouw in Antwerpen, de hallen voor de wereldtentoonstelling van 1911 in Charleroi. 
Paris werd in 1890 liberaal senator voor het arrondissement Thuin en vervulde dit mandaat tot in 1894.
Hij was:
- vrijmetselaar bij de loge La Charité in Charleroi,
- lid van de Koninklijke Jachtvereniging.